# Raïna Kassabova
 (mai 2017).
Si vous disposez d'ouvrages ou d'articles de référence ou si vous connaissez des sites web de qualité traitant du thème abordé ici, merci de compléter l'article en donnant les références utiles à sa vérifiabilité et en les liant à la section « Notes et références ».
Raïna Vassillieva Kassabova (Райна Василева Касабова), née le 1er mai 1897 à Karlovo, en Bulgarie et morte le 25 mai 1969 était une aviatrice bulgare.

## Biographie
Raïna Kassabova, née en Bulgarie en 1897 seraient parmi les premières femmes pilotes en Europe et la première aviatrice bulgare. Elle aurait participé à la guerre des Balkans au sein de l'armée bulgare de 1912 à 1913 en tant que pilote, à l'âge d'à peine 15 ans, elle serait ainsi la première femme militaire pilote d'aéroplane, devançant Marie Marvingt de trois ans.  